# Isidoro Saura Martínez

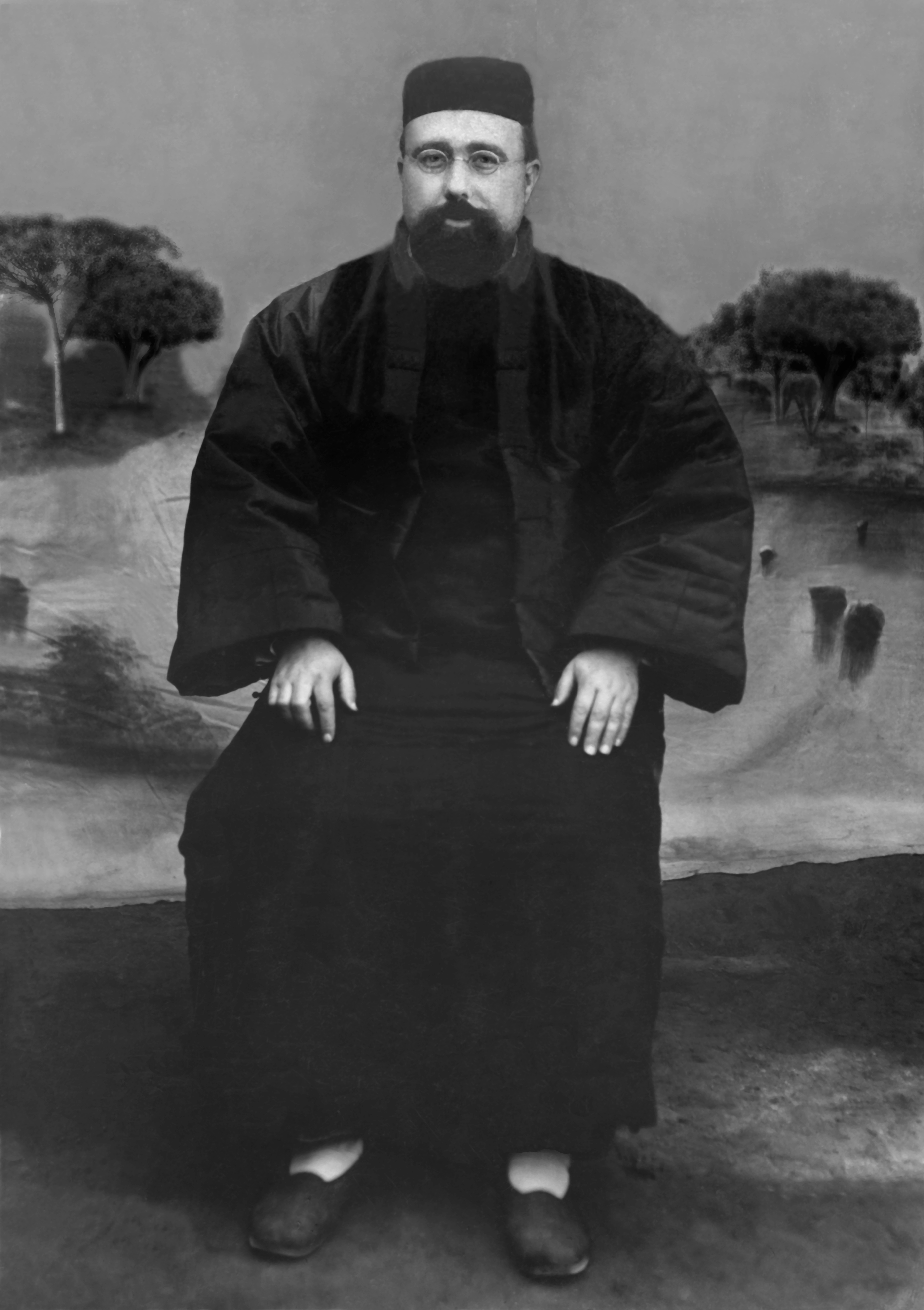
Isidoro Saura Martínez O.F.M.

Isidoro Saura Martínez O.F.M. (Algezares (Murcia), 23 de octubre de 1895 - Luanfu, China, 8 de septiembre de 1944) fue un fraile franciscano, misionero en China, filósofo y autor de libros y revistas en lengua china. 

## Biografía
Hijo del pueblo de Algezares de la familia conocida con el alias de "Los Pepeles", estudió en el convento de Santa Catalina del Monte.
El día 5 de junio de 1921 salió de Murcia en tren con dirección a Barcelona. A finales de junio, el 28, embarcaba en el transatlántico "Isla Panay", pasando por Filipinas. Llegó a Yenanfu el 6 de diciembre del mismo año. Ya no volvería a ver a su familia ni volvería a su pueblo.
De 1924 a 1927 fue rector del Seminario y administrador de la residencia episcopal. En 1926 editó un libro con el título "Directorium Sporotuale". Menos el título y el prólogo que están en latín el resto fue escrito en chino. Fue tal la aceptación de la obra que se hizo una segunda edición, pero en dos volúmenes.
Se dio a la actividad de favorecer a los que no sabían leer ni escribir, el 80% de la misión. Ideó un sistema de transcribir el chino, con letras del abecedario latino, los diferentes sonidos de la fonética china, sistema que tuvo gran éxito y aplicación incluso en la correspondencia epistolar.
Fundó una revista popular "Kuchim Sciobo", que se editaba en Pekín y duró solo dos años, motivado por la invasión del territorio de la misión por las tropas comunistas.
Forzado por el establecimiento del régimen comunista en Yenanfu en 1935, abandonó dicha población, trasladándose a Fusinfuy en 1936 a Tsinanfu (Satum) como profesor de filosofía, donde permaneció alternando la enseñanza con el estudio del japonés cuya lengua era obligatoria en todos los centros docentes de la región ocupada por ellos, hasta 1943.
En 1943, los japoneses concentraron en Pekín a todas las misiones de Luanfu (Sansi). Designado el Padre Isidoro Saura por los superiores para sustituir a los misioneros franciscanos holandeses como administrador de la misión. En esta etapa fue acompañado por otro misionero franciscano español, el Padre Melquiades Aberasturi, quien le asistió en sus últimos días.
Ocupada la ciudad por los japoneses invasores, no encontraba el mencionado Padre Melquiades, ni médicos ni medicinas, pero ante la gravedad del P. Saura, acudió al médico militar de la plaza que cuidadosamente le atendió y asistió, pero no logró impedir su fallecimiento el 8 de septiembre de 1944.
Enterado el gobierno de España de la época, de los hechos anteriores, vino a concederle, el título de comendador de la Orden de Isabel la Católica en atención a los méritos contraídos en su labor Misionera en China. Título que el agraciado no pudo ver.